# Лалла Джумала Алауи
Лалла Джумала Алауи (араб. للا جمال علوي‎; род. 1962, Рабат) — марокканская принцесса и дипломат, посол Марокко в США (2016―2023). Ранее с 2009 по 2016 год была послом Марокко в Великобритании.

## Биография

### Происхождение и образование
Принцесса Лалла Джумала Алауи родилась в 1962 году в семье принца Мулая Али Алауи и его супруги Лаллы Фатимы Зохры, старшей дочери короля Хасана II. У неё есть два младших полнородных брата принцы Мулай Абдалла (род. 1965) и Мулай Юсуф (род. 1969).
Получив начальное и среднее образование на родине, уехала в Великобританию, где поступила в Оксфордский университет, который закончила со степенью бакалавра в области международных отношений.

### Дипломатическая карьера
В 2009 году король Мухаммед VI назначил принцессу Лалла Джумалу послом Марокко в Великобритании, после чего она своей целью назвала импульс плодотворного развития между двумя странами. За время её пребывания в этой должности было усилено экономическое, военное и партнёрство в сфере образования между странами.
В октябре 2016 года была назначена послом Марокко в США, в должности которого она была в течение семи лет. За эти годы, как сообщается, экономические и торговые связи между странами существенно возросли. В ноябре 2023 года за свою многолетнюю деятельность в качестве посла в США она получила награду «Посол года».